# Alphonse de Chateaubriant
Alphonse de Chateaubriant, född 25 mars 1877 i Rennes, död 2 maj 1951 i Kitzbühel, var en fransk författare.
Efter några mindre berättelser i Revue bleue erövrade Chateaubriant 1911 Goncourtpriset med sin roman Monsieur de Lourdines (svensk översättning 1912) och Franska Akademiens stora pris 1923 med romanen Brière (svensk översättning 1924). De Chateaubriant har tagit intryck av Romain Rolland. I sitt författarskap är de Chateaubriant landsbygdsromantiker.